# Duomyia lacunosa
Duomyia lacunosa är en tvåvingeart som beskrevs av Mcalpine 1973. Duomyia lacunosa ingår i släktet Duomyia och familjen bredmunsflugor. Inga underarter finns listade i Catalogue of Life.